# Bdělost
Bdělost, též vigilita (anglicky vigility nebo wakefulness) je stav připravenosti a pohotovosti organismu k reagování na podněty. Jde o nezbytný předpoklad vědomí, protikladem bdělosti jsou stavy nevědomí, např. spánek nebo kóma. Většina lidí spí jednofázově kolem 8 hodin denně, stav bdělosti tedy trvá přibližně 16 hodin denně.

## Bdělost ve smyslu všímavosti
Jedním z možných synonym biologické bdělosti je "duchovní bdělost" (anglicky mindfulness) také označovaná za bedlivost nebo všímavost. O tomto druhu duchovní bdělosti pojednává i kniha autora Anthony de Mello s názvem Bdělost. Teolog a religionista Tomáš Halík bdělého člověka definuje jako toho, kdo „je přítomný, je při tom, co se děje, žije „teď“, prožívá plně každý okamžik života, probudil se z mátožné existence, kdy byl unášen jen poryvy snění a kde se nechával pasivně manipulovat vnějšími věcmi.“
Buddhistický výraz Sati (všímavost) lze charakterizovat jako schopnost nezaujatě pozorovat, zaznamenávat, znovupoznávat a pamatovat si prožívané psychické a tělesné jevy. Těmito jevy přitom rozumíme tělesné procesy dostupné smyslům, city, stavy mysli a obsahy mysli. Být všímavý znamená být duchem přítomný tady a teď. Když myslíme nebo si něco představujeme, vzdalujeme se od právě prožívané skutečnosti – jsme nevšímaví. Pro správnou všímavost je charakteristické, že je spojena pouze s prospěšnými stavy vědomí a není nikdy deformována chtivostí, nenávistí či zaslepeností. Mysl, v níž je všímavost (sati) přítomna, tak zůstává otevřená nezkreslenému vnímání jevů, jejich vlastností a souvislostí.

## Bdělost ve smyslu ostražitosti
Bdělost je přeneseně v určitých případech synonymem ostražitosti (anglicky vigilance). Známá je mimo jiné z československého komunistického hesla Lidé, bděte!, převzatého z posledních slov Fučíkovy knihy Reportáž psaná na oprátce.